# Марстон (Мисури)
Марстон (енгл. Marston) град је у америчкој савезној држави Мисури.

## Демографија
По попису из 2010. године број становника је 503, што је 107 (-17,5%) становника мање него 2000. године.
| Група             | 2000.       | 2010.       |
| Белци             | 453 (74,3%) | 401 (79,7%) |
| Афроамериканци    | 137 (22,5%) | 89 (17,7%)  |
| Азијати           | 0 (0,0%)    | 0 (0,0%)    |
| Хиспаноамериканци | 14 (2,3%)   | 2 (0,4%)    |
| Укупно            | 610         | 503         |